# Портрет Аделі Блох-Бауер I
«Портрет Аделі Блох-Бауер I» (1907) — картина австрійського художника Густава Клімта, найвідоміший з його портретів. Відома також як «Золота Адель». Картина вважається одним із найзначніших творів австрійського югендстилю та Густава Клімта, який у цьому портреті на піку свого «золотого періоду» з нечуваною радикальністю здійснив прорив у модерн. Популярність портрету також забезпечила гучна історія його реституції у 2006 році з віденської державної галереї Бельведер спадкоємиці Блох-Бауерів Марії Альтман та подальшого його продажу в США за рекордні 135 млн доларів США.
На портреті, виконаному на замовлення чоловіка, австрійського цукрозаводчика Фердинанда Блох-Бауера, зображено 26-річну представницю віденської єврейської буржуазії Адель, з якою художника пов'язували близькі стосунки. Адель Блох-Бауер була єдиною віденською жінкою, для якої Клімт написав два портрети.

## Опис
Обличчя та руки, реалістично написані в холодних тонах, є візуальною домінантою у сприйнятті картини, виділяючись на тлі інших елементів, виконаних орнаментом з очей Гора. Композиція полотна ділиться на дві вертикальні частини: праворуч зображена Адель Блох-Бауер, ліва частина майже порожня і містить лише натяк на інтер'єр. Нижню третину полотна заповнює поділ її сукні. Густав Клімт відмовився від зображення перспективної глибини на картині, віддавши перевагу площинності. Орнаментальне золото фону витісняє ескізно позначений простір на задньому плані. Стіни, крісло та сукня моделі виявляються просто двомірними фігурами, розташованими поряд.
Витончена жіноча фігурка, що виявляється при детальному розгляді, сидить у кріслі. Вільного простору над та під нею немає, вона займає всю вертикаль картини. Зображення голови видається обрізаним вгорі. Чорне, прибране нагору волосся та непропорційно великий червоний рот контрастують з надзвичайно блідою, майже біло-блакитною карнацією. Жінка тримає зчеплені в динамічному згинанні руки перед грудьми і дивиться прямо на глядача, чим досягається посилення візуального впливу.

## Історія створення полотна
Під час підготовки портрета починаючи з 1903 року Клімт виконав понад сто малюнків для картини, яку закінчив 1907 року. Представлені тут чотири нариси були намальовані чорною крейдою.

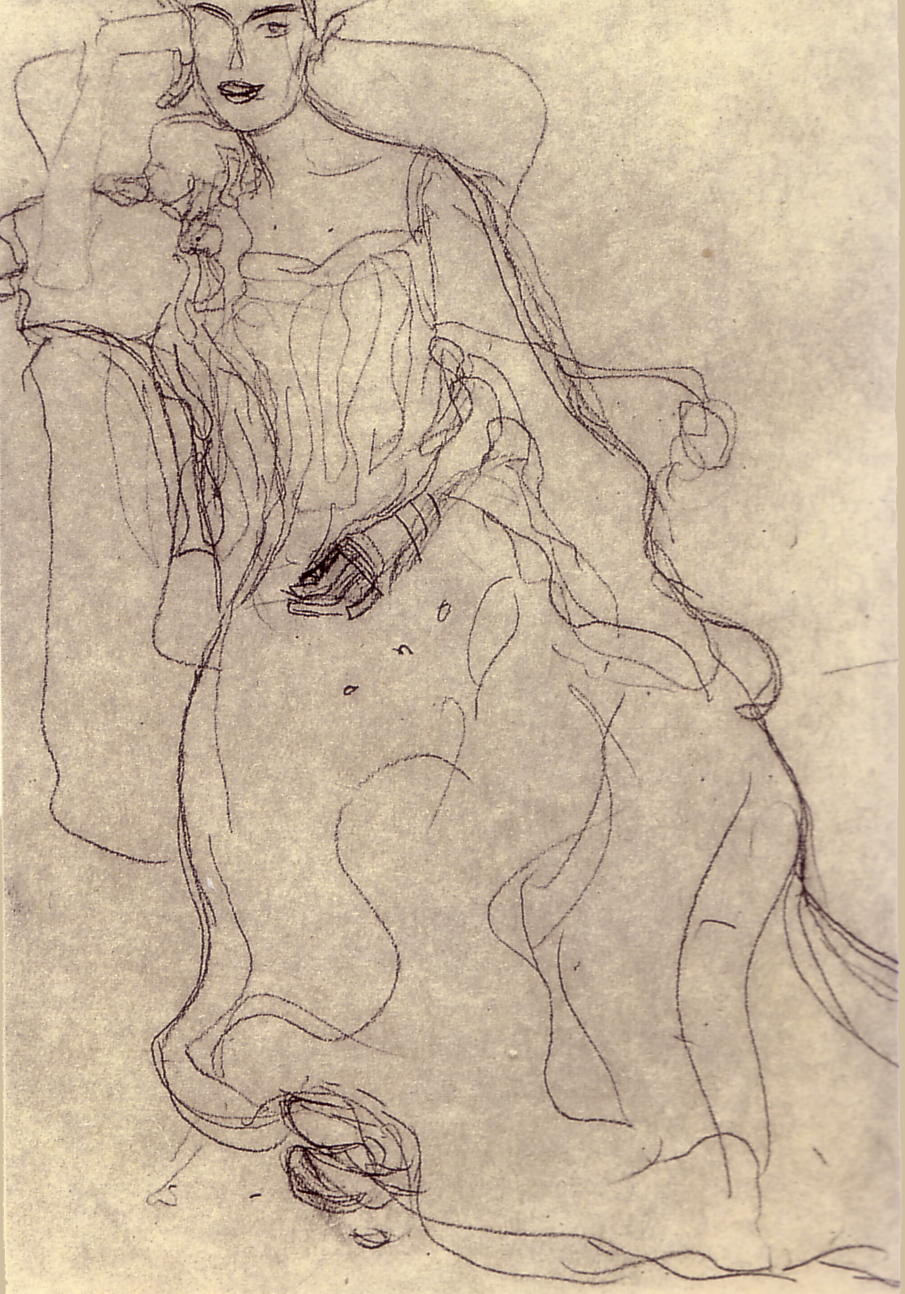
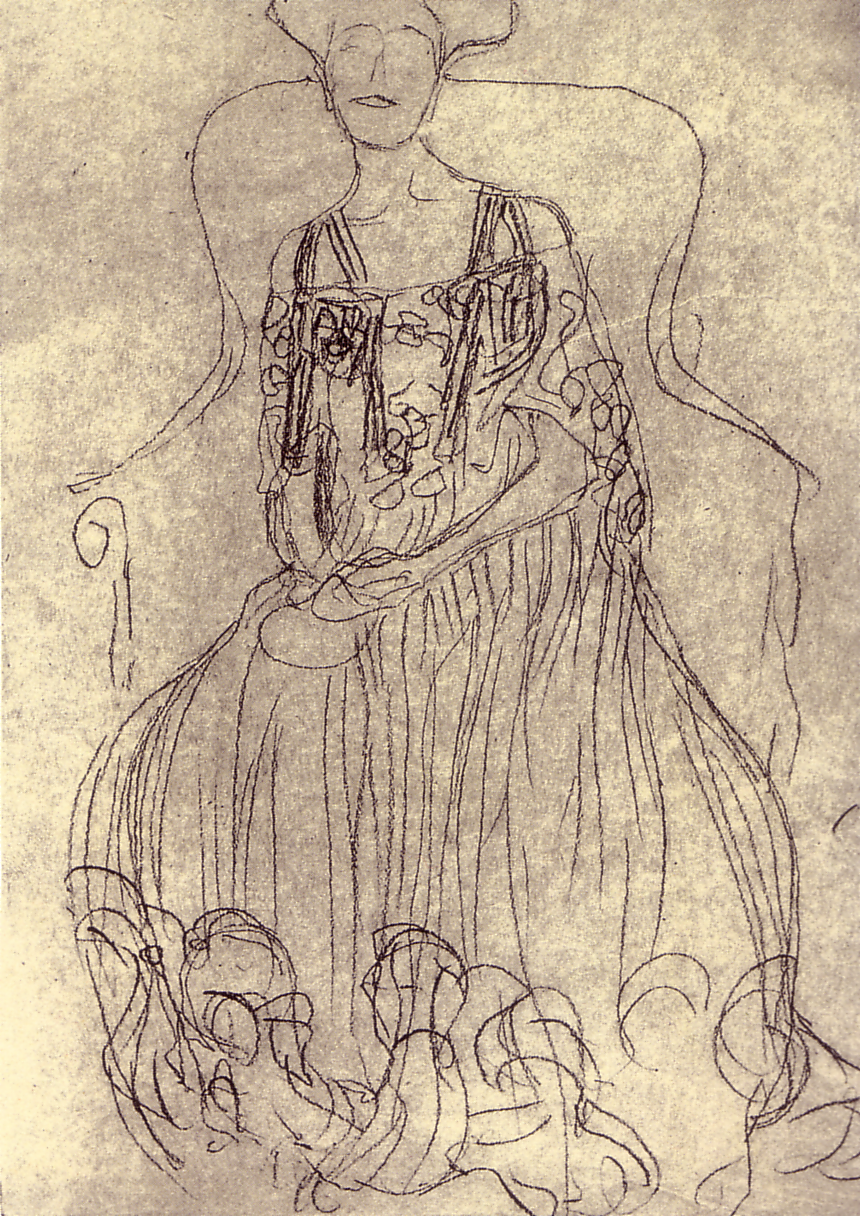
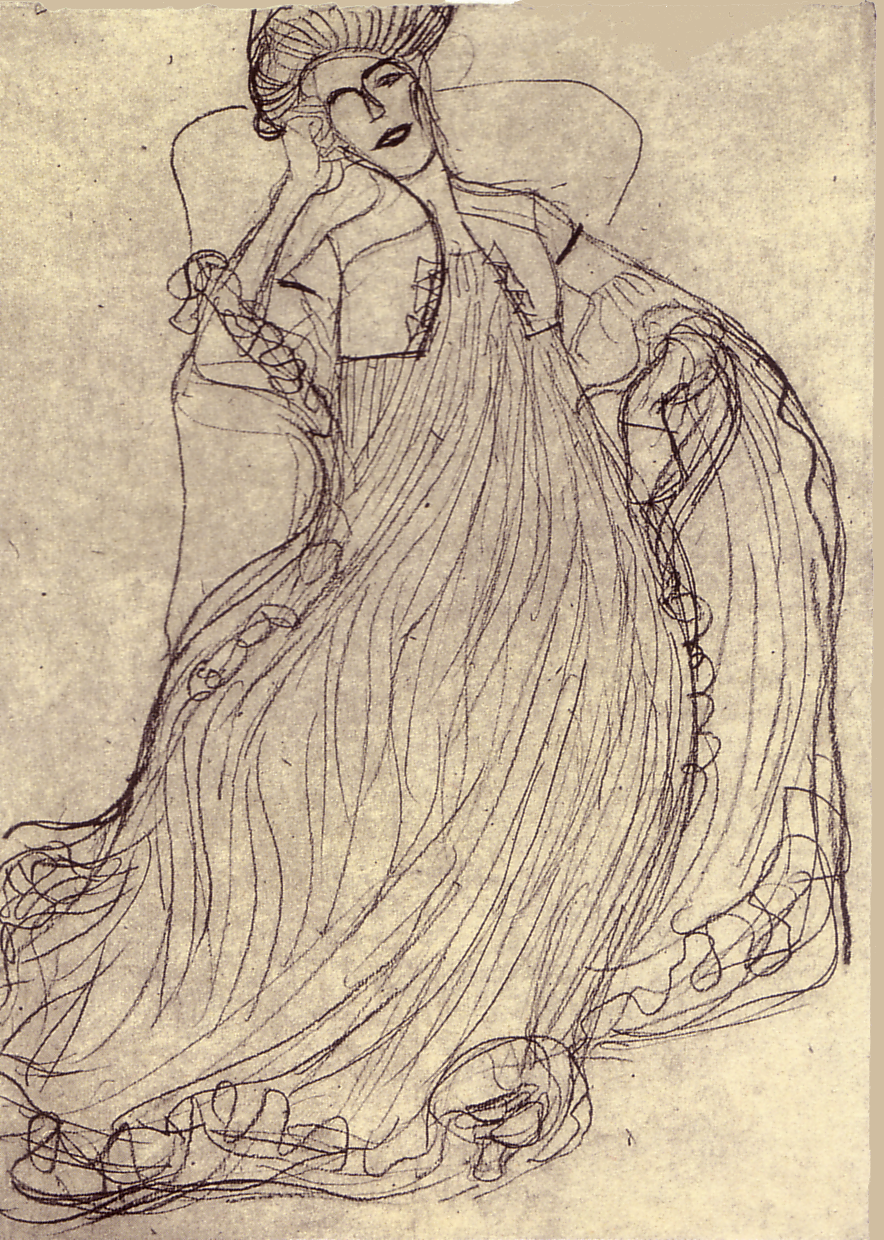
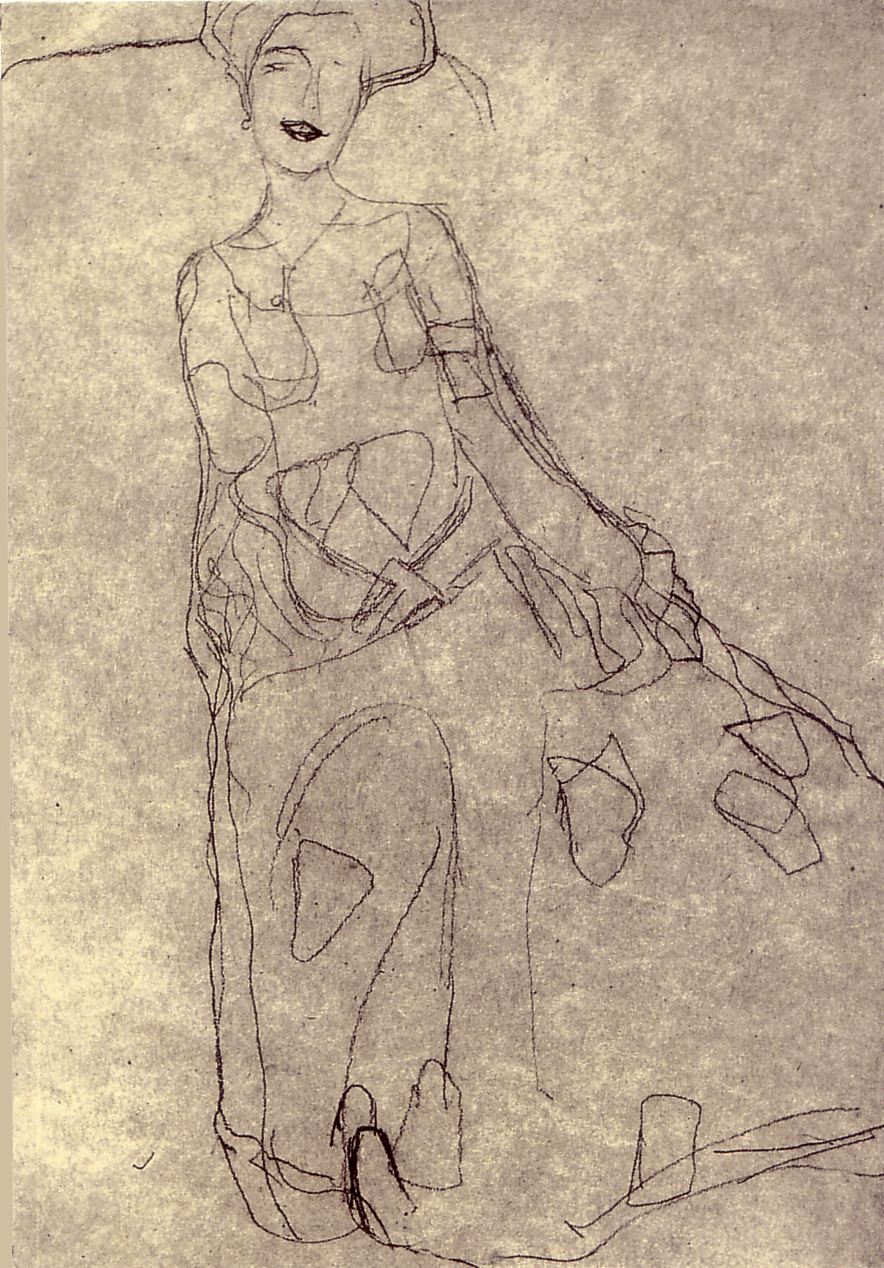

Примітно, що основна ідея картини існувала на цьому ранньому етапі. Спірними залишалися лише точна позиція моделі, насамперед, положення рук та голови.

## Техніка та стиль

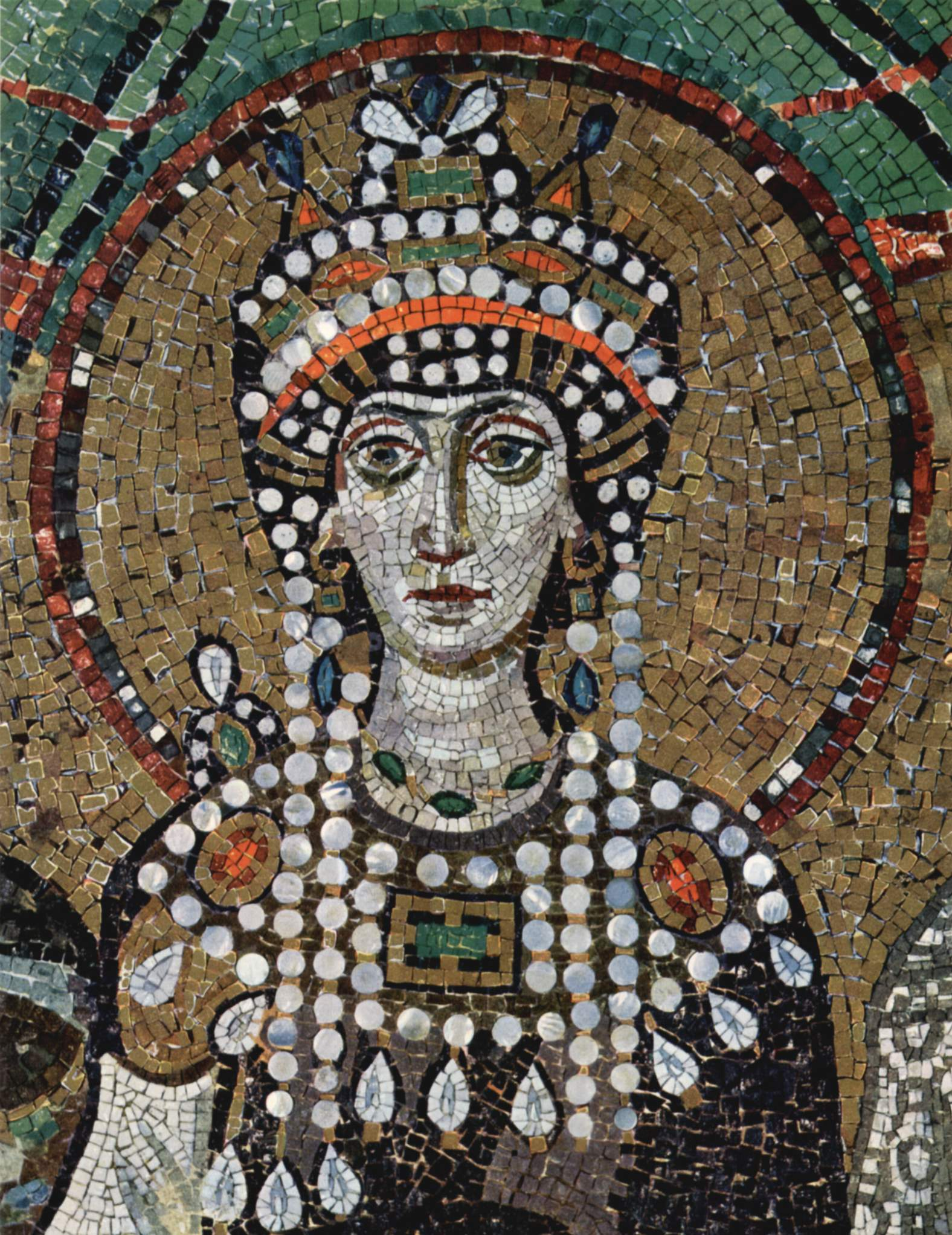
імператриця Феодора. Мозаїка в базиліці Сан-Вітале (фрагмент), Равенні, VI століття

Портрет Аделі Блох-Бауер відноситься до «золотого періоду» творчості Клімта. У 1903 році під час поїздки по Італії художника надихнули багато прикрашені золотом церковні мозаїки в Равенні та Венеції, стародавню мову яких він переніс у сучасні форми образотворчого мистецтва. Він експериментував з різними техніками живопису для того, щоб надати поверхні своїх робіт нового вигляду. На додаток до олійного живопису він використовував техніку рельєфу та позолоту.
Натуралістично зображені лише обличчя, плечі та руки. інтер'єр разом із сукнею, що розвивається, і меблі лише позначені, переходячи в орнамент, стає абстрактним і не дає ніякої просторової орієнтації, що відповідає колористичній гамі та формам, що використовуються Клімтом у 1898—1900 роках.
Клімт захоплювався візантійським, мінойським, мікенським та єгипетським мистецтвом, а також середньовічним релігійним живописом Італії. Крім того, у формах полотна відображається вплив модного на той час у Європі японського мистецтва гравюри Укійо-е та живопису епохи Едо. Не в останню чергу відчуваються і характерні риси французького імпресіонізму, який був відомий в Австрії багато в чому завдяки Віденському сецесіону — групі художників, до якої до 1905 належав і сам Клімт.

## Історія полотна

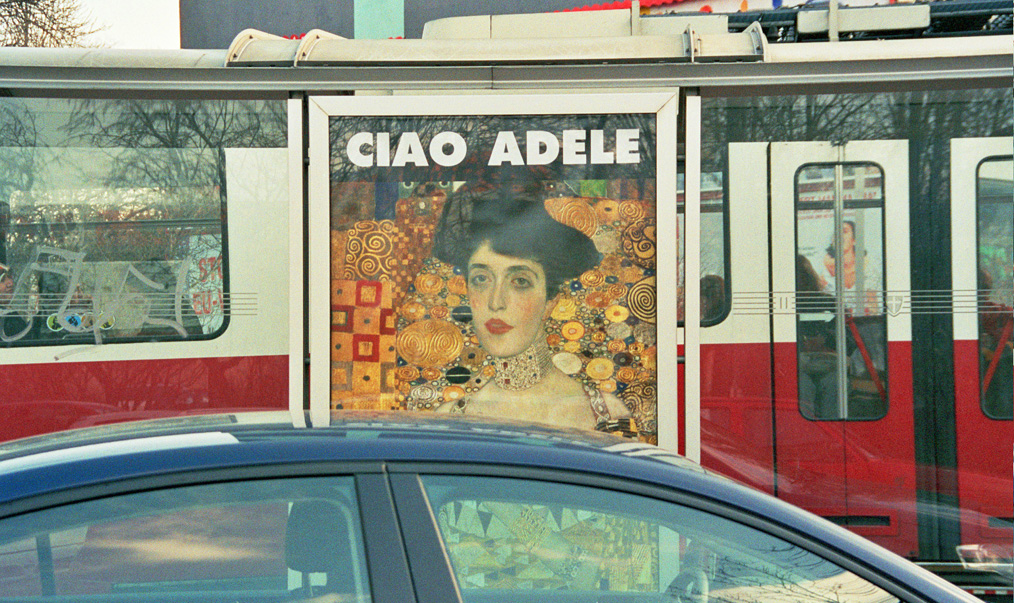
Чао, Адель. Відень, лютий 2006

Готовий «Портрет Аделі Блох-Бауер I» в 1907 році був відразу виставлений в ательє художника у Відні і цього ж року з'явився в журналі «Німецьке мистецтво та декорація», а потім і на міжнародній художній виставці в Мангаймі. У 1910 році портрет знаходився в залі Клімта в рамках IX міжнародної експозиції у Венеції. До 1918 року портрет не виставлявся і був у розпорядженні Фердинанда і Аделі Блох-Бауер. З 1918 по 1921 перебував у австрійській державній галереї.
Адель Блох-Бауер померла 24 січня 1925 року, залишивши заповіт, у якому просила свого чоловіка після його смерті передати два її портрети та чотири пейзажі пензля Густава Клімта австрійській державній галереї, хоча картини й належали чоловіку. Під час оголошення заповіту її чоловік погодився виконати волю покійної. Один із пейзажів — «Замок Каммер на озері Аттерзеї III» він подарував у 1936 році Австрійській галереї Бельведер. «Портрет Аделі Блох-Бауер I» у 1937 році брав участь у виставці австрійського мистецтва в Парижі та Берні.
Коли після аншлюсу 12—13 березня 1938 року Австрія стала частиною Третього рейху, Фердинанд Блох-Бауер утік спочатку до Чехословаччини, а потім до Швейцарії. Картини разом із більшістю його статків залишилися в Австрії. У літній резиденції Фердинанда Блох-Бауера після анексії Чехословаччини жив Райнхард Гейдріх. Фердинанд Блох-Бауер помер 13 листопада 1945 року в Цюріху. Перед смертю він скасував у своєму заповіті дарування картин австрійським музеям.
Його стан та зібрання живопису експропріювали нацисти. 1941 року австрійська галерея викупила полотна Клімта «Портрет Аделі Блох-Бауер I» та «Яблуня I». Оскільки сім'я Блох-Бауер не мала дітей, то своїми спадкоємцями Фердинанд Блох-Бауер призначив дітей свого брата — Марію Альтман, Луїзу Гутманн і Роберта Бентлі. Незадовго до смерті він найняв віденського адвоката Рінеша для захисту інтересів спадкоємців.
У 1998 році Австрія ухвалила закон про реституцію предметів мистецтва, який дозволяв будь-якому громадянину запросити в музеях інформацію про те, яким шляхом твори мистецтва потрапили до їхніх фондів (див. Реституція після Другої світової війни приватним особам). Один із журналістів, які вивчали музейні архіви, інформував Марію Альтман про обставини придбання картин Клімта австрійським державним музеєм. У 2005 р. після судового процесу «Марія Альтман проти Австрійської республіки» картини передали законним власникам. Ці події лягли в основу фільму 2015 року «Жінка в золоті», в якому головну героїню Марію Альтман зіграли дві актриси — Хелен Міррен та Тетяна Маслані (Марія в молодості).
Після того, як Австрія відмовилася від права переважної купівлі картин, п'ять картин Клімта — «Портрет Аделі Блох-Бауер I», «Портрет Аделі Блох-Бауер II», «Березовий гай», «Яблуня I» і «Будинки в Унтерах поблизу Аттерзеї», що оцінюються в 300 млн доларів, 14 лютого 2006 р. були привезені до Лос-Анджелеса, де Марія Альтман жила з 1942 року. 19 червня в газетах з'явилося повідомлення про те, що Рональд Лаудер придбав «Портрет Аделі Блох-Бауер I» за 135 млн доларів. Портрет з того часу перебуває в заснованій Лаудером Новій галереї у Нью-Йорку.